# Beograd, uživo `97 – 1
Beograd, uživo `97 – 1, četvrti koncertni album srpskog rock sastava Riblja čorba. Objavljen je 25. studenog 1997. u izdanju diskografske kuće Hi-Fi Centar. Snimljen je 1. lipnja 1997. na beogradskom Tašmajdanu u sklopu turneje koja je promovirala album Treći srpski ustanak.

## Popis pjesama
Tekstovi: Bora Đorđević. 
| 1.    | »Zvezda potkrovlja i suterena« | 4:45 |
| 2.    | »Volim i j vas«                | 3:42 |
| 3.    | »Ljubomorko«                   | 3:57 |
| 4.    | »Gnjilane«                     | 7:51 |
| 5.    | »Priča o Džigi Bauu«           | 7:15 |
| 6.    | »Gastarbajterska pesma«        | 7:37 |
| 7.    | »Baba Jula«                    | 4:51 |
| 8.    | »Danas nema mleka«             | 5:48 |
| 9.    | »Jedino moje«                  | 5:19 |
| 10.   | »Neću da ispadnem životinja«   | 4:29 |
| 55:41 |                                |      |

## Izvođači
- Bora Đorđević - vokal
- Vidoja Božinović - gitara
- Miša Aleksić - bas-gitara
- Vicko Milatović - bubnjevi